# جان بل (پزشک)
جان بل (انگلیسی: John Bell (physician)؛ زادهٔ ۱ ژوئیهٔ ۱۹۵۲) یک دانشمند اهل کانادا است.